# Allt om MC
Allt om MC är en motorcykeltidning som utges av Förlags AB Albinsson & Sjöberg i Karlskrona. Den grundades 1965 under namnet Månadens racingsport, något som redan samma år byttes till Racingsport. Tidningen fick sitt nuvarande namn 1970
Redaktionen har sedan 1984 sin bas i Karlskrona. Tidningen har ett brett innehåll och tar upp det mesta inom hojhobbyn som touring, byggen, tester, provkörningar, konsumentöversikter, klubbesök och klassiker.

### Fotnoter
1. 1 2 3 4  Allt om MC, Libris 3678579
2. ↑  TS-kontrollerad upplaga 2006
3. ↑  Orvesto Konsument 2004:2